# Salim Dada
Salim Dada  (ALA-LC: Salim Dada (en árabe: سليم دادة‎)‎;) es un músico, compositor,, musicólogo, y etnomusicólogo argelino. También es doctor en medicina general.

## Biografía
Salim aprendió a tocar guitarra clásica, oud, contrabajo, mandolina, kwitra y percusiones. También estudió armonía, teoría musical occidental y oriental, y presentó varios trabajos para solo de guitarra y conjuntos pequeños. Entre 2002 y 2005, preparó un ciclo de escritura musical (armonía, contrapunto y análisis) en una escuela de educación a distancia francesa, polifonías con el compositor Jean-Luc Kuczynski, y el Instituto Nacional Superior de la Música, de Argel, en las clases del académico Golnara Bouyagoub. con el compositor Jean-Luc Kuczynski en Francia
Su nominación en 2007 como compositor residente con la "Orquesta Sinfónica Nacional de Argelia" le permitió crear siete composiciones y dirigir treinta conciertos en dos años. El catálogo de música de Salim Dada abarca veinte obras sinfónicas, una docena de partituras para cuerdas y música de cámara y numerosas páginas para solistas (guitarra, piano, clave, saxofón, violín, etc.) También ha compuesto para voz e instrumentos de música árabe tradicional y para cine y teatro.
Es un compositor miembro de SACEM; y, sus composiciones ganaron premios en competencias y se presentaron en eventos como el 57.° Festival Bayreuth Junger Künstler en 2007. festival de la “Orquesta Juvenil Euro-Mediterránea” en Damasco en 2008, el 7º Festival Árabe de Compositores "Arab Perspectives" en El Cairo, Settembre Musica "MITO 2009" en Milán, "PAN 6" en Ámsterdam. En 2010, el Tour Terrassa48 en Cataluña "Enmig de terra; la Mediterrània", 3er Festival Internacional de Diversidad Cultural en la UNESCO, París; 4º Perinaldo Festival y el Festival “Est Ovest” en Italia. 
En 2011, "Hommage à la Méditerranée" por Divertimento en la Cité de la Musique y el "Festival Label Sorbonne" en París. 
En 2012, "Ice Breacker VI" en Seattle y la apertura de la estación de conciertos 2012–13 en la Cité de la Musique de París en celebración del decimoquinto aniversario de la independencia de Argel.
Sus obras han sido interpretadas por orquestas y conjuntos como la Orchestre Symphonique National Algérien, la Orquesta Filarmónica de la Juventud Árabe, la Orquesta Juvenil Euromediterránea, la Orquesta Sinfónica de El Cairo, Orquiesta Filarmónica de Catar, Orchestre Symphonique Divertimento, Orquestra Terrassa48 de Cataluña,  Calefax Reed Quintet de los Países Bajos, Seattle Chamber Players, Ensemble Conductus] di Merano,  Xenia Ensemble y la Fiarì Ensemble de Turín, más la Orchestra del Perinaldo Festival, Orquestra Internacional “Pequeñas Huellas” de Niños para la Paz, y Conservatorio de Turín.
Considerado por la prensa como un puente entre el Oeste y el Este, la música de Salim Dada a menudo se referencia como "mensaje de paz y diálogo entre el mundo árabe-musulmán y Europa".

## Obra

### Composiciones

#### Obra sinfónica
- Tableaux d'une vie arabe, poema sinfónico (2012), 10 min
- Afri, rapsodia africana para gran orquesta (2012), 18 min
- Ouverture Dzaïr, para orquesta (2011), 7 min
- Hal Dara, Mouwashah para cantante árabe, oud, douf y orquesta de cuerdas (poema del poeta del siglo XIII Ibnou Sahl Al-Andaloussi) (2010), 12 min
- Ettawous (The Peacock), danza sinfónica (2010), 4 min
- Miniatures Algériennes, cinco imágenes para orquesta de cuerdas o cuarteto de cuerdas (2010), 18 min

1. Aurore de Djurdjura
2. Danse Zaydan
3. Crépuscule sur la baie d'Alger
4. Danse de la jument
5. Soirée au Hoggar

- Lounga Dil, danza sinfónica (2009), 8 min
- Dance of Blue Man, danza sinfónica para ney y orquesta (2008), 5 min
- Bent Essahra (Niña del Sahara), danza sinfónica para ney y orquesta (2008), 4 min
- Love Song, para orquesta de cuerdas (2008), 8 min
- Freedom Dance, sirto necriz para orquesta de cuerdas (2007), 4:45 min
- Ashwaq (Pasiones), Sama'i nahawound para orquesta (2007), 9 min
- Lounga Nahawound, danza sinfónica (2007), 7 min
- Fantaisie sur un air Andalou, para flauta & orquesta (2006), 8 min
- Souvenirs d'enfance, poema sinfónico (2004), 7 min

#### Música de cámara
- Lisse Strié", quinteto para flauta, clarinete, violín, chelo y percusiones (2012), 7 min
- Raqsat al-Faras (danza de Mare), para flauta y arpa (2010), 5 min
- Zaydan Dance, para quinteto de viento de madera: oboe, clarinete, saxofón soprano, clarinete bajo y fagot (2009), 4 min
- Fine dell’ inizio, cuarteto de cuerda N.º 1 (2009), 11 min

1. La fine
2. L’inizio

- Conversations, doce duetos para dos violinistas (2008 - 2009), 22 min

1. Accordage
2. Comme un tango!
3. Philatélie
4. Canon Zaydan
5. Troubadours
6. Caresses et Grattages
7. Accords et des-Accords
8. Musette ...
9. Et amusette!
10. Vagues et cascades
11. Contrepoids
12. Fantasia et Baroud

- Amusette, para violín y piano (2006), 4 min
- Histoire de la montagne d'olivier, octeto para guitarra, flauta, oboe, clarinete, fagot, violín, viola y violonchelo (2006), 6 min
- Gharnata, para dúo de guitarras (2001), 6 min

#### Obra solista
- Vagues et Cascades, ejercicio diario para clavicémbalo! (2012), 1 min
- Istihlal, preludio para guitarra (2011), 1 min
- Taqsim, improvisación para saxofón alto (2011), 6 min
- Zammara, danza e improvisación libia para piano (2010), 5 min
- Sama'i, para clavicémbalo (2010), 9 min
- Miniatures Algériennes, cinco cuadros para piano (2009), 15 min
- Taqsim nahawound, para guitarra (2005), 6 min
- Au chemin du retour, para guitarra (2005), 4 min
- En souvenir de Bach, para clavicémbalo (2004), 1:30 min
- Nostalgie, vals para guitarra (2004), 3:30 min
- Histoire de la montagne d'olivier, para guitarra (2004), 4 min
- Ya Qalbi (Oh! mi corazón), para guitarra (2003), 4 min
- Musette, para guitarra (2001), 1:40 min
- Hommage à J.S. Bach, para guitarra (2001), 6:30 min
- Tendresse, for guitar (2000), 3 min
- Chôros, para guitarra (1999), 3 min
- La Ballade méditerranéene, danza & improvisación para guitarra (1999), 3:11 min
- Trois Pièces pour guitare (1999), 5 min
- Hésitation
- Berceuse
- Tournade

#### Takht arabi e instrumentos tradicionales
- Waslat al-Ashwaq, suite para solistas vocales, coro y ensamble árabe (2005-6), 60 min ; poesía árabe de musulmanes poetas sufistas del VIII° al XV°: Hassan Bnou Thabet/ Ibrahim Bnou Ali Al-Housri/ Ibnou Sahl Al-Andaloussi/ Safiyou’eddine Al-Helli/ Lissanou’eddine Bnou’al-Khatib/ Ibnou Nabateh Al-Misri.

1. Sama‘i Nahawound
2. Mouwashah Agharrou Alayhi
3. Mouwashah Ya Hal Bakaitou
4. Taqasim: oud, qanoun
5. Mawwal
6. Mouwashah Hal Dara
7. Lounga Nahawound
8. Mouwashah Shouqqa Djaiboul Layli
9. Mouwashah Jadakal Ghaythou
10. Mouwashah Ma Massa

- Sama‘i Rahat al-Arwah, para conjunto tradicional árabe (2006), 6 min
- Malentendu, para violín, oud, guitarra y contrabajo (2000), 5 min
- Dhikra (Memoria), para conjunto tradicional árabe (1998), 4 min

#### Soundtracks
- Ben Boulaïd (2008), música de película para orquesta (2008), 55 min ; dirigió Ahmed Rachedi, produjo Ministerio de Moudjahidines y Mycene Balkis Films (Argelia)
- Hamlet Without Hamlet, música para teatro (2008), 14 min ; texto árabe de Khaza'al al-Majidi, escenografía de Hamza Djaballah, produjo por Annawares troup (Argelia)
- «Ibn Badis» producción del Centro Argelino de Desarrollo del Cine, en el marco de «Constantine, capitale de la Culture Arabe 2015». Dirigida la filmación por Basil El Khatib, escenógrafo Rabah Drif; música de Salim Dada.[33]

#### Música infantil
- Marcia per la pace, himno para solistas infantiles, coro mixto y joven orquesta sinfónica (2009), 5 min ; texto escrito por Salim Dada en árabe, italiano y francés; y, traducido al inglés, castellano y otros idiomas.

- To my Fatherland (A mi patria), mini opereta con ballet para solistas infantiles, coro mixto y orquesta (2004), 18 min ; texto escrito por Lalmi Hadbaoui

1. Colors of the Flag (Colores de la bandera
2. You Algeria (Tu Argelia)
3. I Sing (Yo canto)

#### Didácticos
- Conversations, 12 duetos para dos violinistas (ver música de cámara)
- Piezas para guitarra & dueto de guitarras (desde 1998)
- Arreglos para duetos de guitarra y guitarra de repertorio clásico: De Visée, Sanz, Bach, Chopin, Aguado, Tárrega (desde 1998)
- Arreglos para guitarra y duetos de guitarra de música tradicional y música popular de Argelia, mundo árabe y Oriente (since 1998)

### Musicología
- 2010-2011: maestría en Música y Musicología en la Universidad París IV Sorbona: Traditions musicale en Azerbaïdjan : héritage et évolution, 100 p.

- 2011-2012: máster en Investigación en Música y Musicología en la Universidad París IV Sorbona: Polyphonie orchestrale et évolution de la musique orientale: le cas des Mugams symphoniques chez Fikret Amirov, 226 p.
- 2012-2015: PhD Musicología investigador miembro del equipo de investigación Patrimoines, Languages Musicaux en la Universidad París IV Sorbona. Tesis de investigación: Al-Adhan, appel à la prière en Islam et témoin pur du maqam

### Principales actividades profesionales de la música
- 2011–15: compositor en residencia con la Orquesta Sinfónica Divertimento (Ile de France).

- Julio / agosto de 2010: compositor en residencia y director del festival Perinaldo (Italia).

- 2010: jefe y líder del Laboratorio Arab Cantato en el Centro Intercultural de Turín (Italia).

- 2008: productor y presentador del programa Lectures musicales en Radio Culture, en Argel.

- 2006-2009: compositor residente en la Orquesta Sinfónica Nacional de Argelia (primer puesto en Argelia: siete composiciones y 30 conciertos).

- 2008: percusionista en la Orquesta Sinfónica Nacional de Argelia.

- 2005–08: profesor de armonía y contrapunto en el Instituto Regional de la Formación Musical de Argel.

- Desde 2007: pasajes de conversación y características de radio sobre música argelina tradicional y música árabe.

- 1998–2007: profesor de guitarra clásica (Laghouat, Blida, Argel, Tipaza).

- 2005–2006: profesor de Contrapunto del Departamento de Musicología en la Escuela Normal Superior de Maestros de Argel (ENS Kouba).

- 2001–2006: responsable de los estudios de grabación: técnico, arreglista, MAO, sonido, edición y mezcla.

- Desde 1998: director de orquestas de música tradicional argelina y música árabe clásica: Laghouati Baroud (1998-1999) y Firqat al-Ouns (2000–06) en Laghouat, asociaciones con Al-Motribiya y Al-Wissal (2007-2008) en Blida.